# Sigil (magie)
Pour les articles homonymes, voir Sigil.

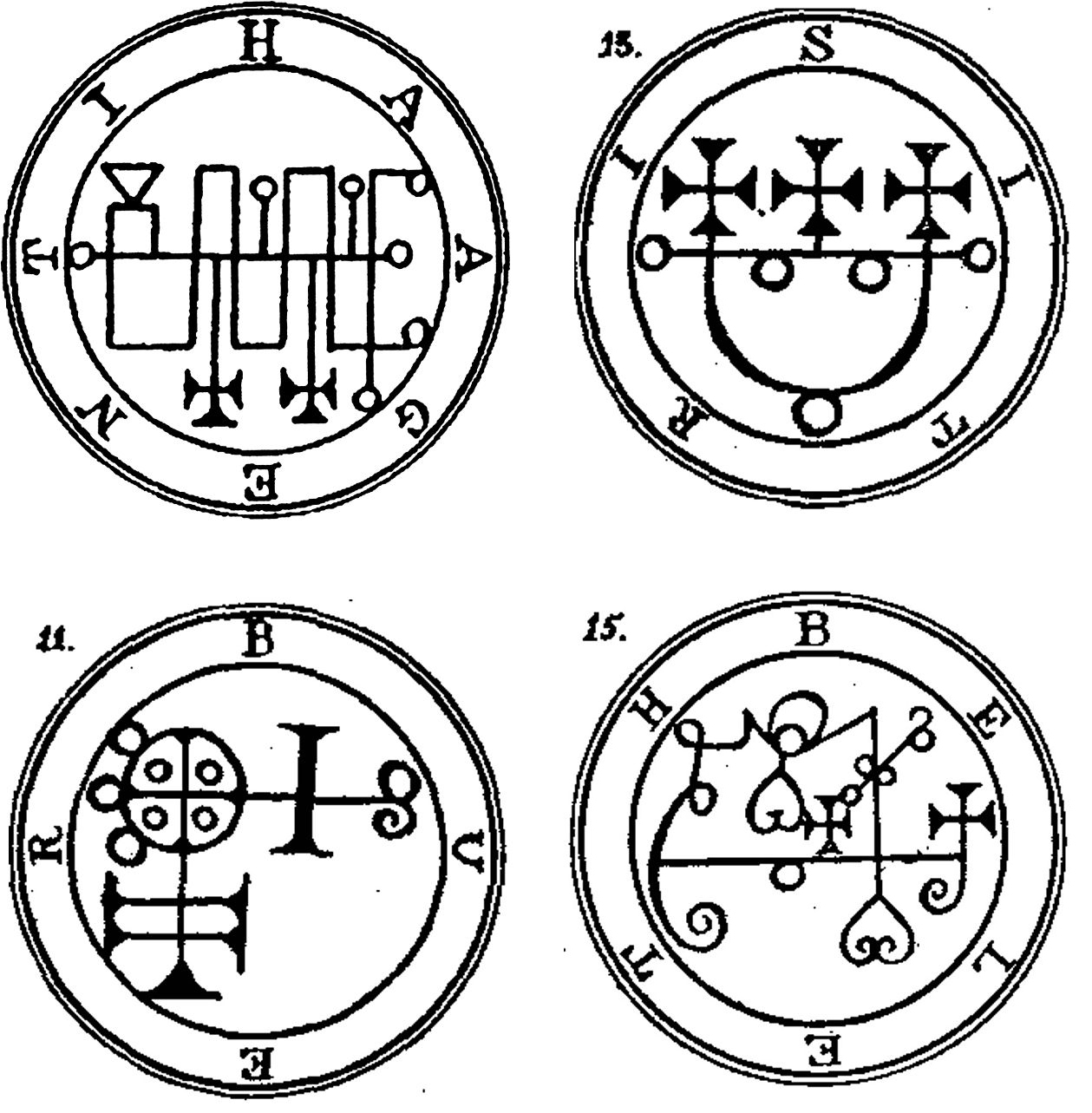
Sceaux provenant du Lemegeton Clavicula Salomonis.

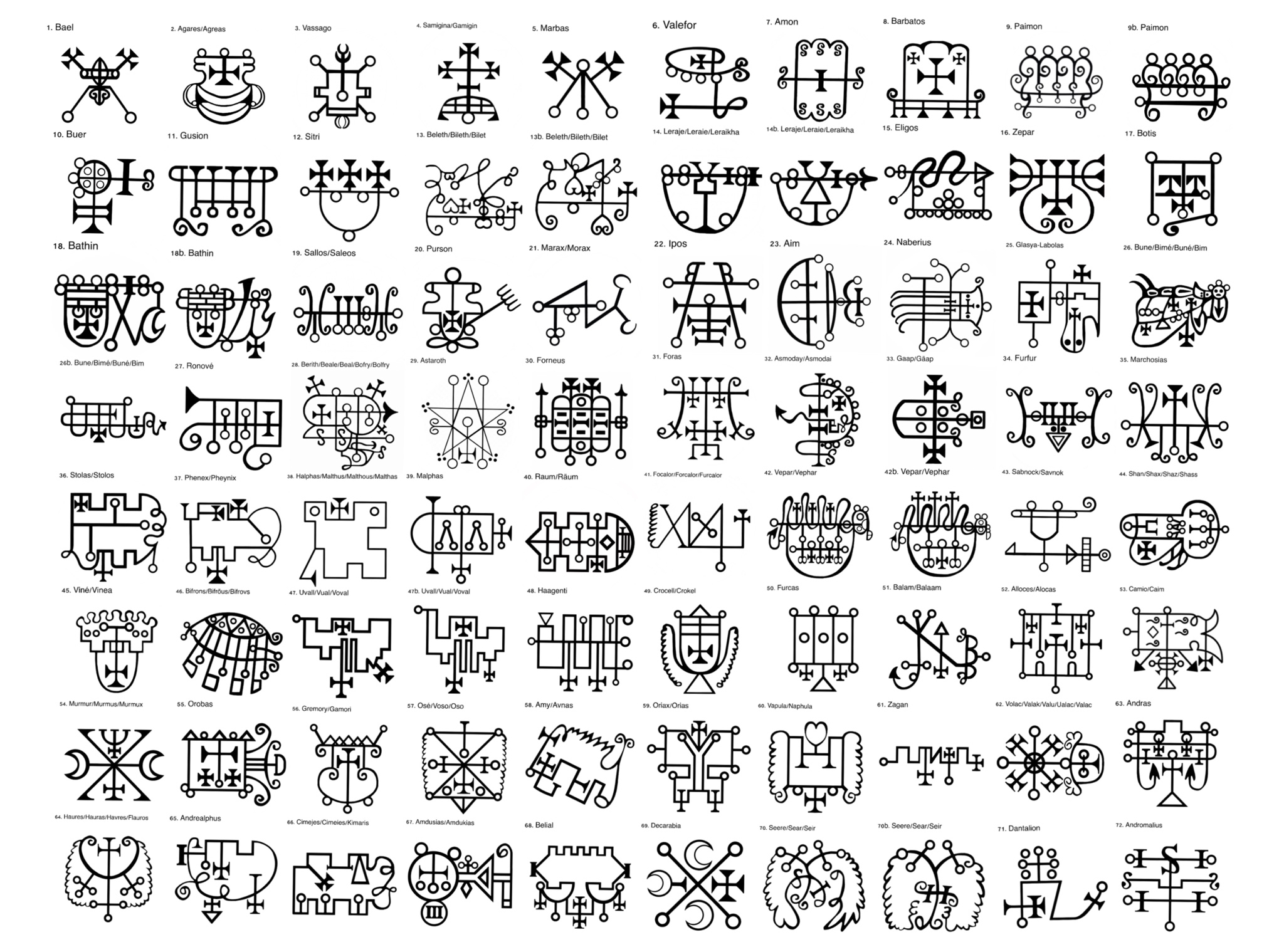
72 sceaux des Lemegeton Clavicula Salomonis.

Un sigil[réf. nécessaire], « signe cabalistique » ou sceau est une figure graphique qui représente, en magie[réf. souhaitée], un être ou une intention magique. Le terme provient du latin sigillum qui signifie « signature ».
Dans les cérémonies magiques médiévales, le sigil était souvent utilisé afin de se référer aux signes occultes représentant les divers anges et démons que le magicien invoquait.
Au XXe siècle, les sigils magiques sont la plupart du temps des concentrations visuelles de la volonté du magicien[réf. souhaitée]. Le concept en fut créé par le peintre et occultiste Austin Osman Spare. Il mit au point une méthode par laquelle une intention magique basée sur un sort quelconque pouvait être rendue sous forme de dessin porteur de l'intention magique projetée en lui par la volonté du magicien. La volonté du magicien est chargée dans le sigil et devient alors efficace en tant que courant d'énergie.
La conception de sigils peut aussi être rapportée à une forme de magie personnelle, qui permet de mêler plusieurs symboles, de cultures et d'origines différentes. On peut y trouver également plusieurs alphabets magiques ou encore des signes astrologiques. La réalisation de sigils a été fortement mise en avant par plusieurs auteurs dans la magie du Chaos.

## Usages historiques

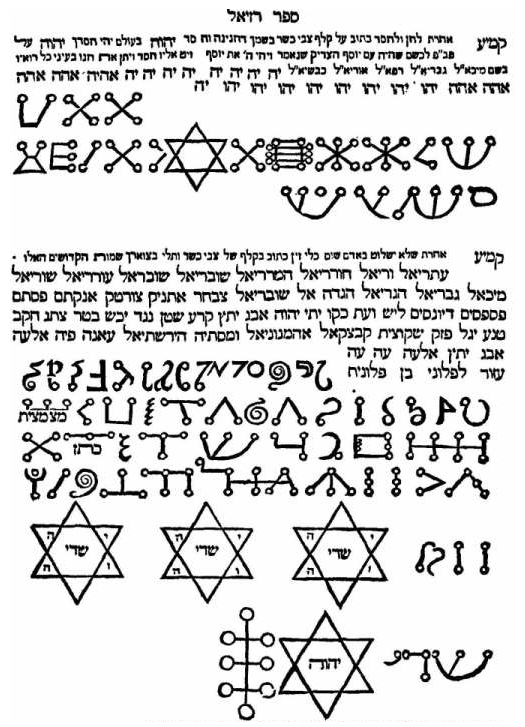
Un extrait du Sefer Raziel HaMalakh présentant divers sigils magiques (ou סגולות, segulot, en hébreu).

Le sigil magique est une forme commune de travail magique parmi les pratiquants. Les symboles et signes ont toujours été des outils des magiciens et alchimistes.
Dans le cérémonial magique médiéval, le terme sigil était couramment utilisé pour désigner des signes occultes représentant divers anges et démons qu'un magicien pouvait invoquer[réf. nécessaire]. Les livres de pratique de la magie, les grimoires, listaient souvent des pages sur de tels sigils. Une liste particulièrement connue est contenue dans le Lemegeton dans laquelle les sigils de 72 princes de hiérarchie de l'enfer sont donnés pour l'usage des magiciens. De tels sigils étaient considérés comme l'équivalent « vrai nom » de l'esprit, et donc donnait au magicien un moyen de contrôle sur les êtres.
Les sigils sont aussi communément trouvés dans le mysticisme juif et la magie kabbalistique (qui est un point de vue particulier de Sefer Raziel HaMalakh et d'autres sources mystiques juives médiévales) sur lesquels une grande partie de la magie occidentale est fondée.

## Austin Osman Spare
L'artiste et occultiste Austin Osman Spare (1886-1956) a développé sa propre méthode unique de création et d'utilisation de sigils, qui a eu un impact considérable sur l'occultisme moderne. Spare n'était pas d'accord avec la pratique médiévale de les utiliser, arguant que de tels êtres surnaturels n'étaient que des complexes dans l'inconscient et pouvaient être créés activement par le processus de sigilisation.
La technique de Spare est devenue un pilier de la magie du chaos (voir la section suivante). Elle a également influencé l'artiste Brion Gysin, qui a expérimenté en combinant la méthode des sigils de Spare avec la forme traditionnelle des carrés magiques :
Les carrés magiques calligraphiques étaient l'une des techniques les plus couramment utilisées par Gysin. Il réduisait un nom ou une idée à un "glyphe" puis écrivait sur le papier de droite à gauche, tournait le papier et faisait de même, et ainsi de suite, tournant le papier encore et encore pour créer une grille multidimensionnelle... Les mêmes techniques et intentions fonctionnelles consciemment dirigées imprégnaient également ses peintures. Dans un sens très réel, tout ce qu'il créait était un acte de sorcellerie.

## Magie du chaos
Un sigil personnel moderne.
En magie du chaos, suivant Spare, les sigils sont couramment créés de manière bien ordonnée en écrivant une intention, puis en condensant les lettres de l'énoncé pour former une sorte de monogramme. Le magicien du chaos utilise ensuite l'état gnostique pour "lancer" ou "charger" le sigil, contournant essentiellement l'esprit conscient pour implanter le désir dans l'inconscient.
Le magicien reconnaît un désir, il liste les symboles appropriés et les organise en un glyphe facilement visualisé. En utilisant l'une des techniques gnostiques, il réalise le sigil, puis, par force de volonté, le lance dans son subconscient, d'où le sigil peut commencer à fonctionner sans être encombré par le désir.
Après avoir chargé le sigil, il est considéré comme nécessaire de réprimer tout souvenir de celui-ci. Selon Spare, il devrait y avoir "un effort délibéré pour l'oublier".
Dans la magie du chaos moderne, lorsqu'un complexe de pensées, de désirs et d'intentions atteint un tel niveau de sophistication qu'il semble fonctionner de manière autonome de la conscience du magicien, comme s'il était un être indépendant, un tel complexe est appelé un serviteur. Lorsqu'un tel être devient assez grand pour exister indépendamment de tout individu, sous forme de "mental de groupe", on l'appelle un égrégore.
Les magiciens du chaos ultérieurs ont développé la technique de sigilisation de base. Grant Morrison a inventé le terme hypersigil pour désigner une œuvre d'art étendue avec une signification magique et une volonté, créée à l'aide de processus adaptés de sigilisation. Leur série de bandes dessinées The Invisibles était destinée à être une telle hypersigil. Morrison a également affirmé que les logos modernes d'entreprises comme "les arches dorées de McDonald's, la virgule Nike et l'autographe de Virgin" sont une forme de sigil viral.
Les sigils d'entreprise sont des super-reproducteurs. Ils attaquent l'espace imaginaire non marqué. Ils envahissent la Place Rouge, ils infestent les rues grinçantes du Tibet, ils se gravent dans les coiffures. Ils se multiplient sur les vêtements, transformant les gens en panneaux publicitaires... Le logo ou la marque, comme tout sigil, est une condensation, un appel symbolique et comprimé au monde du désir que la société entend représenter... Walt Disney est mort depuis longtemps mais son sigil, cette signature familière et caricaturale, persiste, portant son propre poids énorme de significations, d'associations, de nostalgie et de signification.